# Benjamin Guy Babington
Benjamin Guy Babington a fost un medic englez (n. 5 martie 1794 - d. 8 aprilie 1866).

## Viața și opera
Benjamin Guy Babington a fost fiul medicului William Babington. A fost școlit la Charterhouse înainte să se înroleze în Marina Regală.
În 1812, după 2 ani de studiu la colegiul companiei East India în Haileybury, Hertfordshire, s-a înrolat în serviciul Indian. A învățat în scurt timp foarte bine limbile orientale și sanscrită, astfel încât la doar 20 de ani a publicat prima carte de gramatică a limbii tanulă (dialect indian).
Sănătatea sa a avut de suferit pe urma climatului indian obligându-l să se întoarcă în Anglia. A urmat apoi medicina la spitalul Guy în Londra și la colegiile Pembroke și Cambridge, obținându-și doctoratul în 1831 și devenind mai târziu membru al Colegiului Medicilor.
A întreprins numeroase investigații în privința holerei ce a lovit Anglia în 1832 și a fost primul din Anglia care a descris exantema caracteristică acestei boli.
În 1837 a devenit asistent al medicilor la spitalul Guy, pentru acest post concurând și Hodgkin, lucru care a deschis o întreagă controversă și numeroase dezbateri. Probabil că Babington a fost ajutat și de cunoștințele familiei sale. Tatăl său a fost medic la acest spital iar sora sa era soția lui Richard Bright. A demisionat în 1855 în urma unei neînțelegeri cu administrația spitalului privind accesul studenților în spital.
Babington a fost membru al Societății Regale, iar în calitatea sa de membru al Consiliului Medicilor din cadrul Consiliului General de Sănătate, a primit numeroase sarcini de investigare. În 1863 a devenit președinte al Societății Medicilor și Chirurgilor Regali. Fiind convins de importanța studiilor privind epidemiile în 1850 a fondat Societatea Epidemiologică, a cărui președinte a fost pentru mulți ani, și pentru care a publicat numeroase articole importante.
A inventat un stetoscop curbat, a intuit folosul oglinzilor în investigările gâtului, iar în 1828 a inventat un instrument care l-a numit 'glotoscop' pentru examenul laringelui - adică primul laringoscop, fiind și primul care a introdus laringoscopia de rutină. A scris despre holeră, epilepsie și coree, și a fost unul din primii care a sugerat că fibrina se formează în sânge dintr-un precursor mai solubil.

## Sursă
http://www.whonamedit.com/doctor.cfm/368.html Arhivat în 20 mai 2021, la Wayback Machine.